# 蘭柏會議
蘭柏會議（英語：Lambeth Conference）是全球普世聖公宗主教的一個定期會議。出席的主教需要得到邀請才可出席。
蘭柏會議始於1867年。150年以來，蘭柏會議已經成為聖公宗內，四個象徵聖公宗團結個體（四大支柱）中，最具影響力一個。

## 歷史
在十九世紀殖民時期，由於加拿大聖公會擔心英國樞密院的一項決定，會導致他們的教會被其他聖公會以外的法政牧師管核，以致最後淪為天主教的一個獨立分支，提議舉辦一個定期的全球主教會議。1851年，美國佛蒙特州約翰·亨利·鶴健斯主教代加拿大聖公會，向當時的坎特伯雷大主教朗尼博士提出這樣的建議。隨後，坎特伯雷大主教正式接納建議，並在1867年邀請所有一百四十四位主教，在1867年9月24日於蘭柏宮出席四天私人會議。雖然這樣，但仍然有許多主教反對蘭柏會議存在，並拒絕出席。當中一位是約克大主教。他和他的副主教們更質疑舉辦蘭柏會議的用處。另外一位便是不歡迎外來教士的西敏寺史丹利主任牧師，他拒絕將他管轄的教堂，借給蘭柏會議作為閉幕場地。
雖然，正如朗尼大主教所說，蘭柏會議的主要功能，只是討論實際有用途的議題，把決議作為將來行動的綱領，並不會頒佈旨令，但實際上，蘭柏會議一次又一次的決議經已被日益看重。
最後，只有七十六名主教接受了邀請並出席。隨後每次會議的開幕儀式都選擇在坎特伯雷大教堂舉行，並由坎特伯雷大主教在聖奧古斯丁之座上致辭。
隨後，每次蘭柏會議的首五天均會有會議，休會兩星期後，利用最後五天的會議時間，聽取報告、表決和發表公報。
自1978年起，蘭柏會議改在坎特伯雷的肯特大學校園內舉行，以方便主教們的起居和祈禱生活。

## 時間表

### 第一次會議
1867年9月24-28日
- 由朗尼大主教主持
- 76名主教出席

會議大部分時間討論科倫索主教的爭議。十三項決議中的二項，都跟這個爭議有直接關係。公報未能及時完成，留待1878年的第二次會議。

### 第二次會議
1878年7月2-27日
- 由泰特大主教主持
- 100名主教出席

### 第三次會議
1888年7月3-27日)
- 由本臣大主教主持
- 145名主教出席

### 第四次會議
1897年7月5-31日
- 由鄧普大主教主持 (由本臣大主教主持開幕)
- 194名主教出席

### 第五次會議
1908年7月6日-8月5日
- 由蘭度·大衛信大主教主持
- 241名主教出席

討論信心與現代思想的關係，牧者的訓練、教育、海外宣教、增加公禱書的內容和與其他教會融合。會議最作出78項決議。

### 第六次會議
1920年
- 否定基督教科學派論說、聖靈學說、見神論
- 支持以政治遊說方式，反對色情文學、不良意識的電影與話劇、避孕丸的公開或秘密發售和妓院。
- 肯定女傳道人在教會會議中的地位。

### 第七次會議
1930年
- 在有限制情況下，允許避孕。
- 反對利用戰爭來平息國際爭端。
- 宣佈對墮胎的憎恨。
- 反對教會內種族分離。
- 接納中華聖公會。
- 規定「女會吏」（Deaconess）是女性唯一可以擔任的聖職。

### 第八次會議
1948年
- 中華聖公會華南教區在1947年向中華聖公會總議會建議以二十年為期，試行按立符合一定條件的女會吏為牧師。中華聖公會總議會將相關建議向蘭柏會議提問，蘭柏會議決議，此等在普世聖公宗框架內進行的試驗，可能違背傳統和聖秩體統，也嚴重影響聖公宗的內部和外部關係，同時又重申1930年的決議，指「女會吏」（Deaconess）是女性唯一可以擔任的聖職，並指再討論是否按立女性為牧師的時機並未成熟。
- 表明何明華主教按立李添嬡為牧師，觸犯了聖公會法規，並拒絕再研究按立女性為牧師。
- 宣佈聖公宗與舊天主教會完全共融。
- 肯定人與人之間因為種族而互相歧視是不符合基督耶穌的原則。

### 第九次會議
1958年
- 宣佈要尊重已婚夫婦因良知原故，選擇避孕的權利。
- 積極考慮恢復執事職務。

### 第十次會議
1968年
- 由藍茜大主教主持。
- 推薦按立女性為會吏，並表揚已被按立女會吏。
- 在女性作為牧師的討論上，沒有得出任何結論。
- 聖品人不再需要赞同三十九條信綱。
- 批准公開聖餐。

### 第十一次會議
1978年
- 由哥謹大主教主持。
- 承認各教省有其自決權，亦有合法權力獨立決定是否按立女牧師。
- 譴責死刑。會議第一次在肯特郡大學的坎特伯雷校園內舉行。

### 第十二次會議
1988年
- 由倫茜大主教主持。
- 518名主教出席

會議討論國際聖公宗機構之間的關係，並討論婚姻、家庭、人權、貧窮、債務、環境、軍國主義、正義與和平等事項。會議決定尊重每間屬下教堂有按立女牧師的自決權。

### 第十三次會議
1998年7月18日-至8月9日
- 由加利大主教主持。
- 749名主教和11名女主教出席

會議中最具爭議性的議題是聖公宗內的有關同性戀情况，其間以526票對70票，通過以「聽證會」探討情况。 另外，會議以小比數通過，同性性行為(但不是取向)與聖經教導不符。隨後，182名主教(包括8名來自巴西、加拿大、中非、愛爾蘭、紐西蘭、蘇格蘭、南非和威爾士的主教長)又向聖公會同性戀人士發出一個公開道歉聲明。這個道歉聲明惹來的爭議和分裂，持續了往後十年之久。《包容教會》的 Giles Goddard隨後一語道出了這十年的情況:「大家用了十年時間來解開蘭柏會議1.10決議對聖公宗所帶來的損害。」
- 通過第1.10號〈人類兩性〉決議案，內容包括：基於聖經的教導，婚姻乃一男一女的終身結合，教會應高舉婚姻的忠貞，也相信那些獨身者應持守貞潔生活；承認有人具同性性傾向，他們需要上帝轉化人心的大能，以及教會的牧養和道德指引；承諾聆聽同性戀人士的經驗，並肯定他們也是上帝所愛者。
- 無論任何性取向人士，所有經洗禮、相信及具信德的人都是基督身體的肢體；須讓信徒覺醒，不論其性取向，均應以牧養及敏銳之心懷去服侍同性戀人士，並應指摘那些對同性戀有非理智之抗拒、婚姻暴力及其他把人類兩性低貶化及商品化的行為；不能對同性結合祝福作任何合法化安排，或按立具同性性關係的人士為聖品。

### 第十四次會議
2008年7月16日至8月4日
- 由羅恩·威廉斯大主教主持。
- 發出了880個邀請

這次會議沒有邀請的包括有: 公開同志身份的羅賓遜主教和脫離了美國聖公會後，加入了尼日利亞聖公會的維珍尼亞洲馬田·棉斯主教。

#### 反對
2008年, 38位主教長中有五位表明他們不會出席蘭柏會議，原因是不滿美國聖公會按立羅賓遜牧師為主教。 這五位主教長來自的教省包括尼日利亞、肯雅、烏干達、盧旺達和南美洲。另外，屬於保守派的聖公會雪梨教區的幾位主教，亦宣佈他們不會出席。
這些保守派聖公會大主教、主教們隨後組成聖公會南半球聯盟，並籌辦全球聖公宗前途會議，在2008年6月於以色列耶路撒冷舉行。全球聖公宗前途會議被認為是為是除蘭柏會議以外，一個為保守派而設、並反對按立同性戀人士為牧者的全球性會議。 棉斯主教、尼日利亞的艾堅奴拿大主教和其他保守派主教出席了全球聖公宗前途會議。在蘭柏會議開幕前的一個月，有關同性戀的爭議進一步加深聖公宗的分岐。2008年6月，西敏寺的彼得·卡維奧牧師與紐西蘭聖公會的大衛·羅特牧師在聖公會教堂舉行了祝福禮。

### 第十五次會議
2022年7月26日至8月8日
- 由賈斯汀·韋爾比大主教主持。
- 由於2018年剛好是第一次世界大戰（歐戰）結束100周年，坎特伯里大主教韋爾比考慮到很多歐洲國家都會在2018年舉辦大大小小的慶祝活動，因此他才決定將蘭柏會議定於2020年舉行；及至2020年又遇上新冠疫情，原本計劃押後到2021年，但因為疫情持續，坎特伯里大主教唯有再度將會議延期到2022年。
- 主題是「為上帝世界而存在的教會：同行、聆聽與一同見證」（God's Church for God's World: walking, listening and witnessing together），希望普世聖公宗一眾主教，在聚首一堂省思他們的共同使命的時候，能聆聽彼此以至上帝的聲音，繼而呼籲其他信徒，因着基督的緣故，為世界帶來改變。
- 來自165個國家和地區的聖公宗主教，都獲邀前往英國肯特郡的肯特大學參與會議，不過，由於新冠疫情影響，部分主教未能親赴英國，只能透過視像參與。
- 蘭柏會議的日程，包括了祈禱、崇拜、研經與聖經分享、講員專題演講以及討論「蘭柏呼喚」（Lambeth Calls）；討論的主題涵括使命與福傳、安全教會、共融復和、環境保護與可持續發展、基督徒合一、跨宗教關係和門徒訓練。

## 註腳
1. ↑  1998年蘭柏會議人類性取向1.10決議， 2004年溫莎報告 （页面存档备份，存于） - 聖公宗 (英文)
2. ↑  蘭柏會議部分主教對聖公會同性戀人士的牧者信 （页面存档备份，存于） - 《無論是誰》 1998年8月5日, 2008年7月2日 索取 (英文)
3. ↑  Giles Goddard 對 Andrew Goddard 發出的信 （页面存档备份，存于） - 《包容教會》2007年11月3日, 2008年7月2日 索取 (英文)
4. ↑  全球聖公宗前途會議回履英國福音派主教 （页面存档备份，存于） - 尼日利亞聖公會 (英文)
5. ↑  五位主教長宣佈杯葛蘭柏會議 （页面存档备份，存于） - 美國聖公會 2008年2月15日, 2008年7月2日 索取 (英文)
6. ↑  未來聖公宗人團結起來 （页面存档备份，存于） - 全球聖公宗前途會議 2007年12月30日, 2008年7月2日 索取 (英文)
7. ↑  正统派主教長宣佈全球聖公宗前途會議在耶路撒冷舉行 （页面存档备份，存于） - 全球聖公宗前途會議 2007年12月24日, 2008年7月2日 索取 (英文)
8. ↑  聖公會同性戀爭議面臨艱鉅考驗 （页面存档备份，存于） - Finding Dulcinea 2008年6月19日, 2008年7月2日 索取 (英文)

- 《1867、1878、1888年蘭柏會議》, 作者: RT·大衛遜大主教, 出版日期: 1896年, 出版地點: 倫敦
- 《聖公宗主教會議大主教通諭》 出版日期: 1897、1908年, 出版地點: 倫敦

## 外部連結
- 蘭柏會議官方網址 （页面存档备份，存于）
- 蘭柏會議非官方網址
- 蘭柏會議決議紀錄 （页面存档备份，存于）
- 蘭柏會議第一次會議文獻紀錄（页面存档备份，存于）
- 蘭柏會議之聖公宗及避孕文獻
- 全球聖公宗前途會議官方網址（页面存档备份，存于）